# 2П25
2П25 — радянська самохідна пускова установка ЗРК 2К12 «Куб».

## Історія створення
Розробку комплексу «Куб» було розпочато відповідно до постанови Ради міністрів СРСР № 817—839 від 18 липня 1958 року. Головним розробником ЗРК було призначено ОКБ-15. Розробка гусеничного шасі для самохідної пускової установки 2П25 була доручена ОКБ-40 під керівництвом А. Н. Астрова. СКБ-203 було доручено розробити артилерійську частину 9П12, а також транспортно-зарядну машину 2Т7 та технічну позицію 2В6. Розробка шасі 2П25 велася на базі зенітної самохідної установки 2А6 «Шилка». Спільні випробування ЗРК 2К12 «Куб» були розпочаті у січні 1965 року на Донгузькому полігоні та проходили до червня 1966 року. У 1967 році пускова установка 2П25 була прийнята на озброєння військами протиповітряної оборони сухопутних військ СРСР у складі ЗРК 2К12 «Куб».

## Опис конструкції
У зв'язку з низькою вантажністю шасі 2П25 всі компоненти пускової установки виконані з мінімальними габаритами та вагою. Основа пускової установки розміщена на поворотному погоні, при цьому коливна частина виконана з механізмом врівноваження з високим коефіцієнтом корисної дії. Погон установки розроблено заново, оскільки відповідних конструкцій не було знайдено. Врівноважувальний механізм торсійного типу виконаний із набірних пластин. Більшість деталей виготовлено з легких сплавів.
На шасі самохідної пускової установки 2П25 встановлені:
1. Лафети з трьома напрямними
2. Автономний газотурбінний агрегат
3. Силові слідкуючі приводи
4. Передстартовий контроль ЗКР
5. Апаратура навігації та топоприв'язки
6. Рахунково-розв'язувальний прилад
7. Телекодовий зв'язок.

Одна самохідна пускова установка 2П25 може нести до трьох зенітних керованих ракет. У похідному положенні ракети розгорнуті хвостовою частиною вперед машини.
На ЗКР є два спеціальні роз'єми для електричного стикування із самохідною пусковою установкою. На напрямних балках установки є спеціальні штанги, які зрізають роз'єми під час початку руху ракети. Приводи лафетів здійснюють передстартове наведення направляючих із ракетами. Наведення проводиться за даними, що надходять від самохідної установки розвідки та наведення 1С91 радіоканалом зв'язку.

### Ходова частина
Як база використано шасі виробництва ММЗ, що має індекс ГБТУ — «Об'єкт 578» (рос. Объект 578).

## Модифікації
- 2П25 — базовий варіант для ЗРК 2К12 «Куб»
- 2П25М — модифікована самохідна установка розвідки та наведення для ЗРК 2К12М «Куб-М»
- 2П25М1 — модифікована самохідна установка розвідки та наведення для ЗРК 2К12М1 «Куб-М1»
- 2П25М2 — модифікована самохідна установка розвідки та наведення для ЗРК 2К12М2 «Куб-М2»
- 2П25М3 — модифікована самохідна установка розвідки та наведення для ЗРК 2К12М3 «Куб-М3» та 2К12М4 «Куб-М4».
- 2П25-2Л — українська модифікація самохідної пускової установки для ЗРК 2K12M1-2Л «Куб-2Д»

## Оператори
- Росія
- Індія
- Україна[1] — у 2019 році Начальник Генерального штабу — Головнокомандувач Збройних сил України генерал армії України Віктор Муженко повідомив про випробування відновлених та модернізованих ЗРК 2К12-2Д «Куб».[2]
- Ангола — у 2018 році з Литви до Анголи було експортовано дві батареї ЗРК 2К12М1-2Л «Квадрат-2Л» (експортна назва 2K12M1-2Л «Куб-2Д») із пусковими установками 2П25-2Л. Модифікація самохідної пускової установки 2П25-2Л була розроблена українським підприємством НВО «Аеротехніка-МЛТ» в рамках модернізації ЗРК 2К12 «Куб» до рівня 2K12M1-2Л «Куб-2Д».[3]
- Еритрея — поставлені з України.

## Бойове застосування
У 2016 році народний депутат України та керівник групи «Інформаційний спротив» Дмитро Тимчук повідомив, що у тимчасово окупованому Донецьку на території бази бойовиків була ідентифікована самохідна пускова установка 2П25.